# Meiering
Meiering ist ein deutscher Familienname.

## Herkunft und Bedeutung
Meiering ist eine Variante des Familiennamens Meier.

## Namensträger
- Albert Meiering (* 1645), deutscher Landschaftsmaler und Radierer
- Bernd Meiering (1631–1703), Bildhauer aus Rheine (Sohn von Heinrich Meiering)
- Dominik Meiering (* 1970), deutscher katholischer Priester, Kunsthistoriker und Kölner Domkapitular
- Heinrich Meiering (Bildhauer, um 1600) (* um 1600), deutscher Bildhauer aus Rheine
- Heinrich Meiering (Bildhauer, 1628) (1628–1723) (Enrico Merengo; 1628–1723), deutscher Bildhauer aus Rheine